# Vaillac
Vaillac is een plaats en voormalige gemeente in het Franse departement Lot in de regio Occitanie en telt 96 inwoners (2009). De plaats maakt deel uit van het arrondissement Gourdon.

## Geschiedenis
Vaillac is op 1 januari 2016 gefuseerd met de gemeenten Beaumat, Fontanes-du-Causse, Labastide-Murat en Saint-Sauveur-la-Vallée tot de gemeente Cœur de Causse.  

## Geografie
De oppervlakte van Vaillac bedraagt 14,0 km², de bevolkingsdichtheid is dus 6,9 inwoners per km².
De onderstaande kaart toont de ligging van Vaillac met de belangrijkste infrastructuur en aangrenzende gemeenten.

## Demografie
Onderstaande figuur toont het verloop van het inwonertal.

## Geboren in Vaillac
- Fortanerius van Vassal, generaal-overste der franciscanen, aartsbisschop van Ravenna, patriarch van Grado en kardinaal